# Наслеђе (Крагујевац)
Наслеђе: часопис за књижевност, уметност и културу је научни часопис који је почео да излази 2004. године. Објављује радове из књижевности, уметности, филозофије и културологије. Издавач је Филолошко-уметнички факултет Универзитета у Крагујевцу. 

## О часопису
Наслеђе: часопис за књижевност, уметност и културу објављује двоструко рецензиране научне радове из области језика, књижевности, уметности, филозофије и културологије, који објављује Филолошко-уметнички факултет Универзитета у Крагујевцу. Часопис је категоризован од стране Министарства просвете, науке и технолошког развоја Републике Србије.

### Историјат
Часопис Наслеђе је основан 2004. године на Филолошко-уметничком факултету Универзитета у Крагујевцу. Циљ првог уредништва је да оснује часопис који би пратио интердисциплинарну природу његовог издавача - Филолошко-уметничког факултета, обухватајући стручне и научне радове из области друштвено-хуманистичких наука и уметности (историје уметности, дизајна, музикологије...). Први главни и одговорни уредник часописа био је проф. др Слободан Лазаревић, оперативни уредник часописа Драган Бошковић, а чланови првог уредништва били су професори и наставници Филолошко-уметничког факултета Универзитета у Крагујевцу: др Бранка Радовић, Бранка Миленковић, Владимир Ранковић, Маја Анђелковић и Никола Бјелић.

### Периодичност излажења
Часопис Наслеђе објављује три броја годишње.

## Уредници
- др Слободан Лазаревић, 2004. године
- др Драган Бошковић, од 2005. године[3]

## Оперативни уредници
- др Драган Бошковић, 2004. година
- др Никола Бубања, од 2013. године

## Теме
- лингвистика
- књижевност
- музикологија
- теорија уметности
- филозофија
- студије културе
- педагогија
- методика наставе

## Индексирање у базама података
1. ERIH+, European Reference Index for the Humanities and Social Sciences
2. Clarivate Analytics, Emerging Sources Citation Index
3. Modern Language Association
4. СЦИндекс

## Галерија
- Часопис Наслеђе, број 19 из 2011. године
- Часопис Наслеђе, број 34, из 2016. године
- Часопис Наслеђе, број 39 из 2018.
- Часопис Наслеђе, број 36 из 2017.